# 디트로이트 교향악단

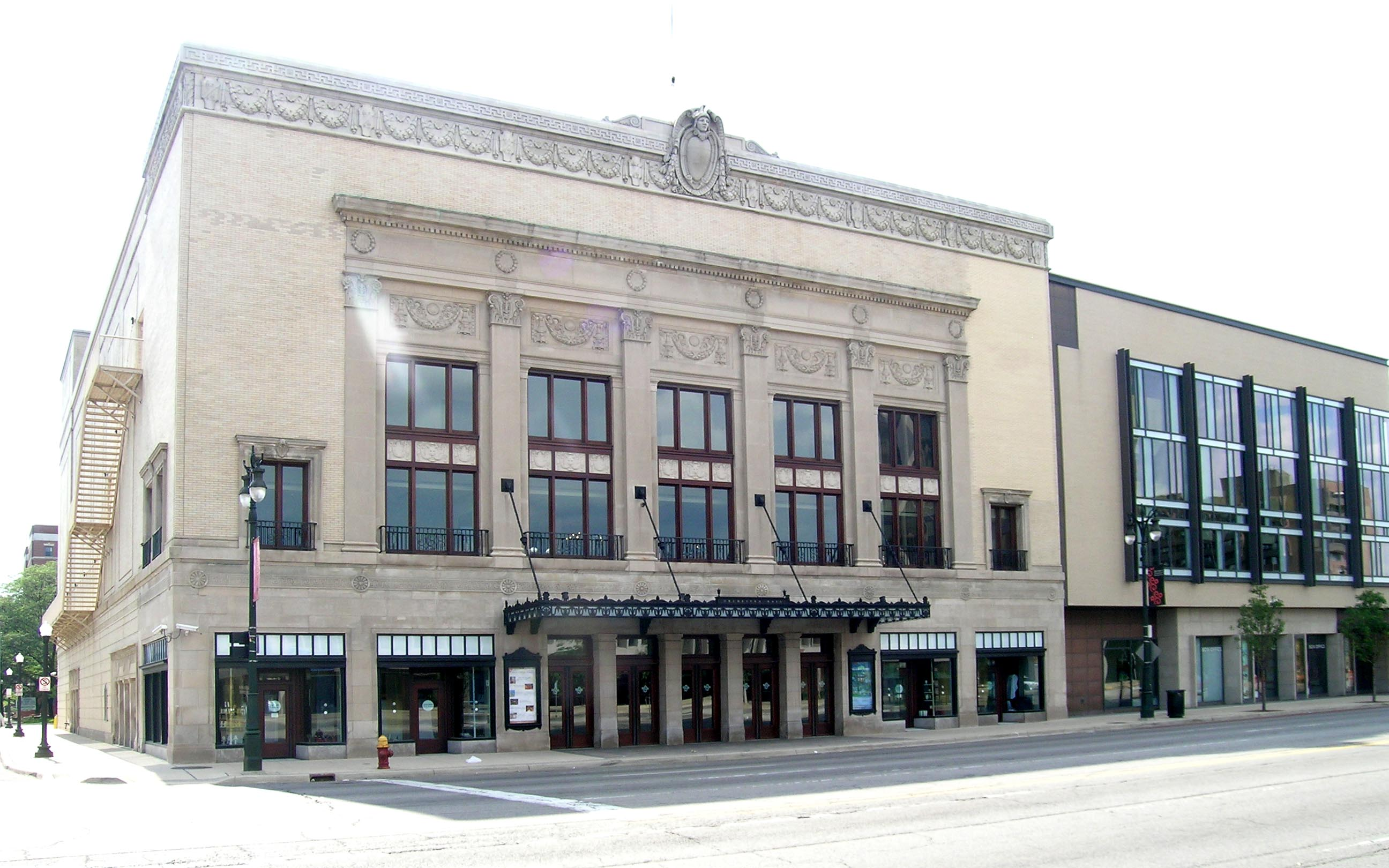

디트로이트 교향악단(Detroit Symphony Orchestra)은 미시간주의 디트로이트를 거점으로 활동하는 미국의 대표적인 관현악단이다.

## 역사
1914년에 창단되었으며, 초대 음악 감독으로 웨스턴 게일즈가 임명되었다. 게일즈는 1917년까지 재임했으며, 후임으로는 러시아 출신의 오시프 가브릴로비치가 임명되었다. 가브릴로비치는 1936년까지 장기간 재임하면서 악단의 실력 향상에 주력했고, 상주 공연장의 필요성을 역설해 오케스트라 홀의 건립에도 크게 기여했다. 1922년에는 지역 방송국을 통해 세계 최초로 연주회 실황을 라디오로 중계했으며, 1934년부터는 매주 일요일 오후에 미국 전역에 방송되는 공연 실황 프로그램인 '포드 선데이 이브닝 아워(이후 포드 심포니 아워로 개칭)'에 출연하는 등 방송 매체와 일찍부터 밀접한 관계를 맺기 시작했다.
가브릴로비치가 재임 도중 타계한 후에는 이탈리아 출신의 프랑코 기오네와 헝가리 출신인 빅토르 콜러르, 독일 출신의 칼 크뤼거가 차례로 음악 감독을 역임했다. 그러나 이 시기에 심각한 재정난을 겪게 되었고, 그로 인해 발생한 운영진 사이의 심각한 대립으로 인해 1944년과 1949년에 해단되는 최악의 상황에 처하기도 했다. 1951년에 디트로이트 소재 자동차 회사들을 중심으로 운영 자금의 공동 출자가 결정되어 다시 재결성되었고, 음악 감독으로 프랑스 출신의 폴 파레를 영입했다.
파레는 비제나 생상스, 샤브리에, 드뷔시, 라벨 등 모국 작곡가들의 작품을 중심으로 악단 재건과 연주력 향상에 힘썼고, 샤를 뮌슈가 이끌던 보스턴 심포니 오케스트라와 함께 미국 관현악단 중 프랑스 작품을 탁월하게 소화하는 악단으로 명성을 얻게 되었다. 파레가 1963년에 사임한 후에는 스웨덴 출신인 식스텐 에얼링과 이탈리아 출신의 알도 체카토, 헝가리 출신의 안탈 도라티, 독일 출신의 귄터 헤르비히가 차례로 직책을 인계받아 활동했다.
1990년에는 에스토니아 태생의 네메 예르비가 음악 감독으로 부임했고, 예르비는 모국 작품들을 비롯한 다양한 레퍼토리를 소화하면서 청중과 악단 양측에서 호평받았다. 예르비 사임 후에는 한동안 음악 감독 공석 상태로 활동했고, 캐나다 출신의 피터 운지안과 토머스 윌킨스가 각각 예술 고문 겸 수석 객원 지휘자와 부지휘자로 악단을 이끌었다. 2008년 봄, 레너드 슬래트킨이 신임 음악 감독으로 부임하였고, 현재까지 재직 중이다.

## 상주 공연장과 주요 활동
창단 이후 1919년까지는 디트로이트 오페라 하우스를 주요 공연장으로 사용하고 있었으나, 콘서트 전문 공연장의 필요성이 계속 제기되면서 약 4개월 가량의 단기간 공사로 디트로이트 오케스트라 홀이 완공되면서 옮겨갔다. 그러나 세계 경제 대공황으로 인해 홀 운영이 힘들어지면서 프리메이슨 회당인 디트로이트 메이스닉 템플로 공연장을 다시 바꾸어야 했다.
1956년에는 신축 공연장인 포드 오디토리엄으로 다시 옮겨 활동했고, 그 사이 오케스트라 홀은 사설 극장으로 이용되다가 폐쇄된 뒤 철거가 예정되어 있었다. 그러나 단원들과 지역 유지들이 정부에 사적 지정을 요구하고 개축 계획을 수립하면서 대규모 장기 보수 공사에 들어갔고, 1989년에는 다시 상주 공연장으로 쓰이게 되었다. 오케스트라 홀은 2003년에 음향 보수 공사를 추가로 거치고 홀 주변에 새로 건립된 리사이틀 홀, 교육 시설과 함께 맥스 M. 피셔 뮤직 센터라는 이름의 복합 공연장으로 통합되었다.
초기에는 디트로이트의 자동차와 철강 업계 호황에 힘입어 안정된 재정 상태를 유지하고 있었으나, 대공황의 여파로 인해 심각한 타격을 받게 되어 위 항목에 서술한 대로 1944년의 일시 해단과 1949년의 장기 해단 사태를 겪기도 했다. 재결성된 후에도 지역 경제의 침체로 인해 계속 크고 작은 재정난을 겪었고, 최근에야 안정세를 보이고 있다. 1920년대 중반부터 유소년과 청소년층을 대상으로 무료 교육 음악회를 개최하는 등 청중 확보에 힘썼고, 라디오와 텔레비전 등의 매체를 적극 활용하면서 명성을 얻었다.
녹음 활동은 1928년에 가브릴로비치의 지휘로 처음 시작되었고, 이후 크뤼거도 피아니스트 클라우디오 아라우와 협주곡 녹음을 남기기도 했다. 그러나 본격적인 녹음은 파레 재임기부터 시작되었으며, 최신 스테레오 녹음 기술을 적극 홍보하던 음반사인 머큐리와 계약하고 프랑스 근대 음악을 중심으로 상당량의 녹음을 남겼다. 특히 생상의 교향곡 제 3번은 프랑스의 노장 오르가니스트인 마르셀 뒤프레와 협연해 화제가 되었다.
파레 이후에는 도라티가 전속사였던 데카에 주목할 만한 녹음들을 많이 남겼으며, 특히 스트라빈스키의 발레 '봄의 제전' 녹음은 프랑스의 샤를 크로 디스크 대상을 수상한 바 있다. 예르비도 영국 음반사인 샨도스와 계약하고 다양한 작품들을 녹음했으며, 특히 아이브스나 바버, 채드윅, 랜달 톰슨, 윌리엄 그랜트 스틸 등 미국 작곡가들의 관현악 작품 음반들이 호평을 받았다. 최근에는 악단 이름을 내건 자체 음반사를 통해서도 음반을 발매하고 있다.

## 역대 음악 감독
- 웨스턴 게일즈 (1914-1917)
- 오시프 가브릴로비치 (1918-1936)
- 프랑코 기오네 (1936-1940)
- 빅토르 콜러르 (1940-1942)
- 칼 크뤼거 (1944-1949)
- 폴 파레 (1951-1962)
- 식스텐 에얼링 (1963-1973)
- 알도 체카토 (1973-1977)
- 안탈 도라티 (1977-1981, 이후 계관 지휘자)
- 귄터 헤르비히 (1984-1990)
- 네메 예르비 (1991-2005, 이후 계관 지휘자)
- 레너드 슬래트킨 (2008-)